# Annica Åhlén
Annica Gunilla Åhlén (ur. 17 stycznia 1975 w Trångsund w gminie Huddinge) – szwedzka hokeistka grająca na pozycji bramkarza. Po raz pierwszy w międzynarodowych zawodach pojawiła się na Mistrzostwach Świata 1990, na których reprezentacja Szwecji zajęła czwarte miejsce. Ponadto wystąpiła na Igrzyskach Olimpijskich 1998 w Nagano, podczas których osiągnęła piątą pozycję i igrzyskach 4 lata później w Salt Lake City, gdzie zdobyła brązowy medal. Ma 177 cm wzrostu.